# Amara kulti
Amara kulti é uma espécie de insetos coleópteros pertencente à família Carabidae.
A autoridade científica da espécie é Fassati, tendo sido descrita no ano de 1947.
Trata-se de uma espécie presente no território português.